# Mistrzostwa Świata w Kolarstwie Torowym 1991
88. Mistrzostwa Świata w Kolarstwie Torowym odbyły się w niemieckim Stuttgarcie w dniach 13–18 sierpnia 1991 roku. W programie mistrzostw znalazło się piętnaście konkurencji: sprint, wyścig na dochodzenie i wyścig punktowy dla kobiet, a dla mężczyzn: sprint, wyścig na dochodzenie, wyścig ze startu zatrzymanego i wyścig punktowy zarówno dla zawodowców jak i amatorów, wyścig drużynowy na dochodzenie zawodowców, wyścig tandemów, wyścig na 1000 m oraz keirin. Z programu mistrzostw zniknęło derny, a po raz ostatni rozegrano sprint, wyścig indywidualny na dochodzenie oraz wyścig punktowy amatorów.

## Medaliści

### Kobiety
| Konkurencja                         | Złoto          | Srebro         | Brąz              |
| ----------------------------------- | -------------- | -------------- | ----------------- |
| 3000 m indywidualnie na dochodzenie | Petra Rossner  | Janie Eickhoff | Marion Clignet    |
| sprint indywidualny                 | Ingrid Haringa | Annett Neumann | Connie Paraskevin |
| wyścig punktowy                     | Ingrid Haringa | Kristel Werckx | Janie Eickhoff    |

### Mężczyźni
| Konkurencja                              | Złoto                                                                       | Srebro                                                                            | Brąz                                                                        |
| ---------------------------------------- | --------------------------------------------------------------------------- | --------------------------------------------------------------------------------- | --------------------------------------------------------------------------- |
| wyścig punktowy zawodowców               | Wiaczesław Jekimow                                                          | Francis Moreau                                                                    | Peter Pieters                                                               |
| wyścig punktowy amatorów                 | Bruno Risi                                                                  | Stephen McGlede                                                                   | Jan Bo Petersen                                                             |
| wyścig ze startu zatrzymanego zawodowców | Danny Clark                                                                 | Peter Steiger                                                                     | Arno Küttel                                                                 |
| wyścig ze startu zatrzymanego amatorów   | Roland Königshofer                                                          | David Solari                                                                      | Carsten Podlesch                                                            |
| indywidualnie na dochodzenie zawodowców  | Francis Moreau                                                              | Shaun Wallace                                                                     | Colin Sturgess                                                              |
| indywidualnie na dochodzenie amatorów    | Jens Lehmann                                                                | Michael Glöckner                                                                  | Jan Bo Petersen                                                             |
| keirin                                   | Michael Hübner                                                              | Claudio Golinelli                                                                 | Fabrice Colas                                                               |
| 1 km ze startu zatrzymanego              | José Maria Moreno                                                           | Jens Glücklich                                                                    | Gene Samuel                                                                 |
| drużynowo na dochodzenie                 | Niemcy · Michael Glöckner · Stefan Steinweg · Jens Lehmann · Andreas Walzer | ZSRR · Jewgienij Bierzin · Władisław Bobrik · Wadim Krawczenko · Dmitrij Nielubin | Australia · Brett Aitken · Stephen McGlede · Shaun O’Brien · Stuart O’Grady |
| tandemy                                  | Niemcy · Emanuel Raasch · Eyk Pokorny                                       | Czechosłowacja · Lubomír Hargaš · Pavel Buráň                                     | Francja · Frédéric Lancien · Denis Lemyre                                   |
| sprint indywidualny zawodowców           | DSQ                                                                         | Fabrice Colas                                                                     | DSQ                                                                         |
| sprint indywidualny amatorów             | Jens Fiedler                                                                | Bill Huck                                                                         | Gary Neiwand                                                                |

## Klasyfikacja medalowa
| Miejsce | Państwo           |   |   |   | Razem |
| ------- | ----------------- | - | - | - | ----- |
| 1.      | Niemcy            | 6 | 4 | 1 | 11    |
| 2.      | Holandia          | 2 | 0 | 1 | 3     |
| 3.      | Francja           | 1 | 2 | 3 | 6     |
| 4.      | Australia         | 1 | 1 | 2 | 4     |
| 5.      | Szwajcaria        | 1 | 1 | 1 | 3     |
| 6.      | ZSRR              | 1 | 1 | 0 | 2     |
| 7.      | Austria           | 1 | 0 | 0 | 1     |
|         | Hiszpania         | 1 | 0 | 0 | 1     |
| 9.      | Włochy            | 0 | 2 | 0 | 2     |
| 10.     | Stany Zjednoczone | 0 | 1 | 2 | 3     |
| 11.     | Wielka Brytania   | 0 | 1 | 1 | 2     |
| 12.     | Belgia            | 0 | 1 | 0 | 1     |
|         | Czechosłowacja    | 0 | 1 | 0 | 1     |
| 14.     | Dania             | 0 | 0 | 2 | 2     |
| 15.     | Trynidad i Tobago | 0 | 0 | 1 | 1     |